# Tachyoryctes rex
Tachyoryctes rex är en däggdjursart som beskrevs av Heller 1910. Tachyoryctes rex ingår i släktet afrikanska rotråttor, och familjen råttdjur. Inga underarter finns listade i Catalogue of Life.
Gnagaren lever vid västra sidan av Mount Kenya i centrala Kenya i regioner som ligger 2600 till 3350 meter över havet. Arten godkänns inte av IUCN. Den betraktas där som synonym till Tachyoryctes splendens.